# فوميي أويشي
فوميي أويشي (باليابانية: 大石 文弥) (مواليد 2 أبريل 1993)، هو لاعب كرة قدم كان يلعب كحارس مرمى.

## وصلات خارجية
- فوميي أويشي على موقع رابطة كرة القدم اليابانية للمحترفين (اليابانية)
- فوميي أويشي على موقع Soccerway.com (الإنجليزية)